# Aleksiej Szyrokich
Aleksiej Szyrokich (ros. Алексей Широких; ur. 1 stycznia 1975) – rosyjski zapaśnik walczący w stylu klasycznym. Uniwersytecki mistrz świata w 2000 i trzeci w 1998 roku.